# Abdullah Al Sharbatly
Abdullah Al Sharbatly, född den 21 september 1982 i Westminster i Storbritannien, är en saudisk ryttare.
Han tog OS-brons i lagtävlingen i hoppning i samband med de olympiska ridsporttävlingarna 2012 i London.